# Kościół bł. Franciszki Siedliskiej w Elblągu
Kościół bł. Franciszki Siedliskiej w Elblągu – kościół zbudowany w latach 1990 - 2003 w Elblągu.
3 grudnia 2021 miała miejsce uroczystość, podczas której biskup elbląski Jacek Jezierski dokonał konsekracji kościoła pw. bł. Franciszki Siedliskiej. 

## Kalendarium budowy kościoła
- 8 października 1990 roku, ks. biskup Edmund Piszcz poświęcił krzyż i plac pod budowę nowego kościoła.
- 25 maja 1992 roku, w Święto Zwiastowania Pańskiego, papież Jan Paweł II dokonał nowego podziału administracyjnego i utworzył diecezję elbląską.
- W roku 1996 rozpoczęły się prace przy budowie kościoła. 11 maja tego roku parafia przeżyła uroczystość nawiedzenia figury Matki Bożej Fatimskiej, z udziałem ks. biskupa Józefa Wysockiego.
- 10 września 1997 odbyła się uroczystość wmurowania kamienia węgielnego, poświęconego przez Ojca Św. Jana Pawła II, oraz poświęcenia fundamentów kościoła. Dokonał tego biskup elbląski ks. dr Andrzej Śliwiński.
- 24 grudnia 2003 roku kościół oddano do użytku.
- W 2010 skończono prace wewnątrz kościoła, pozostały natomiast prace na zewnątrz kościoła.

Ogromny wkład pracy w budowę kościoła wnieśli parafianie.

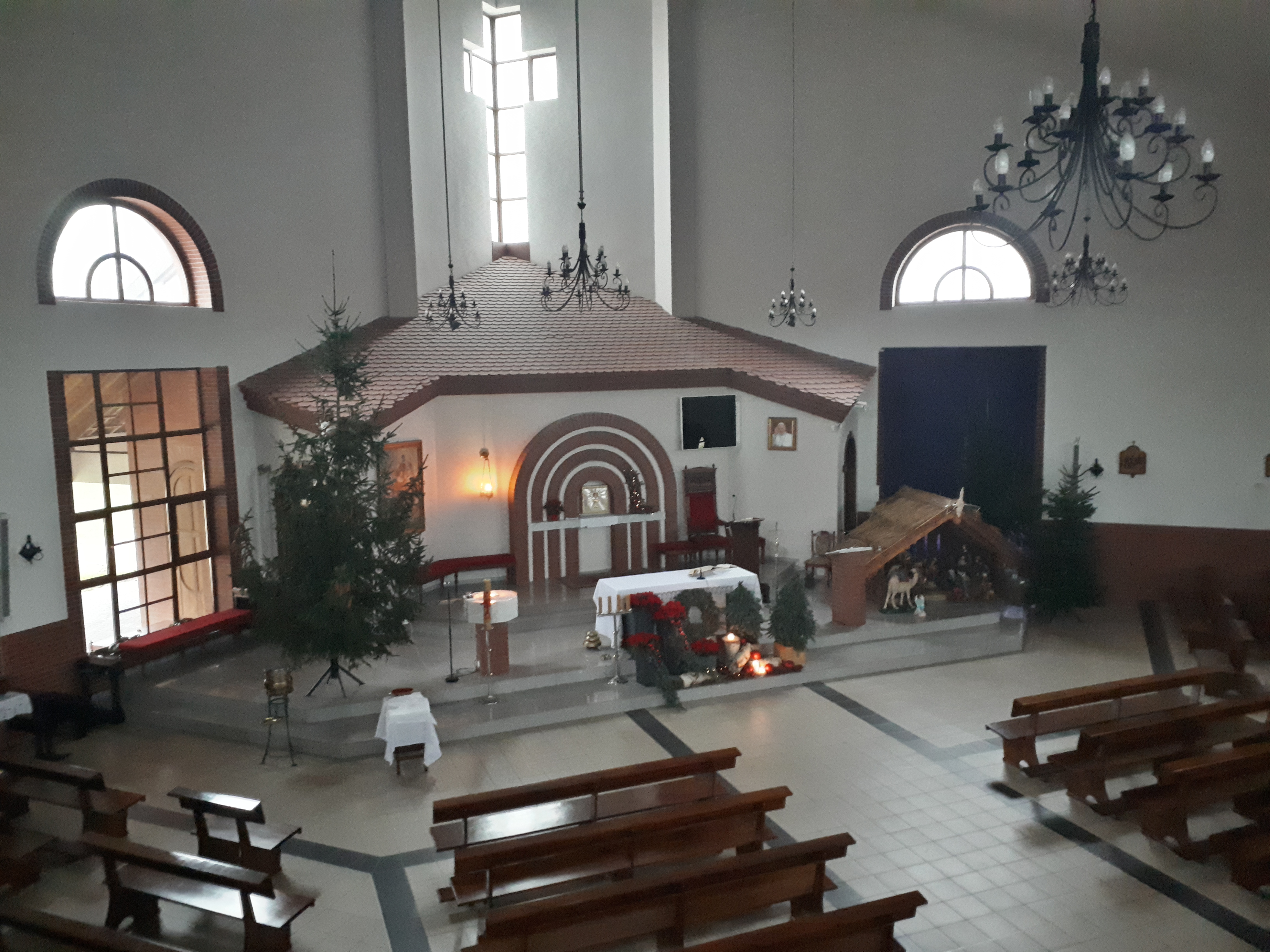
Ołtarz główny.